# Colony 28
Colony 28 je česká videohra z roku 1996. Jedná se o 2D akční adventuru a plošinovku. Vydala ji firma Napoleon Games. Celkově má hra 8 levelů, přičemž každý se odehrává v jiném prostředí. Grafika je kompletně renderována, včetně cut-scén.

## Příběh
Hra se odehrává v roce 2018, pět let poté, co bylo lidstvo poraženo mimozemšťany. Země byla poražena během pár týdnů a stala se kolonií 28. Lidé jsou nuceni žít v pracovních táborech a jsou přestavovaní na bojové roboty. Ti jsou nasazováni proti zbytkům lidstva, která ještě vzdorují. Jednomu z robotů však zkratuje obvod a následně se mu vrátí paměť z doby, kdy byl člověkem. Spojí se s lidmi proti mimozemšťanům a začne bojovat za jejich osvobození.

## Hratelnost
Na první pohled hra působí jako 2D plošinovka. Hráč ovládá postavu robota a pohybuje se po levelu, kde bojuje proti nepřátelům. Přitom musí sbírat různé předměty a ty poté využívat na jiných místech. Při soubojích musí hráč využívat schopnost schovávat se do pozadí, což připomíná hru Blackthorne. Vedle toho však musí hráč plnit řadu dynamických úkolů, které odpovídají spíše adventuře. Každá důležitější událost je doprovázena kratší animací, což dodává hře atmosféru.

## Přijetí
Časopis Riki vydal v srpnu 1997 recenzi na hru, vychvaloval hlavně technickou stránku, ale kriticky se stavěl k hratelnosti titulu, celkové hodnocení bylo 60%. Časopis Level udělil hodnocení 65 % a časopis Score 70 %.